# Warrego River
Warrego River är ett vattendrag i Australien. Det ligger i delstaten Queensland, omkring 810 kilometer sydväst om delstatshuvudstaden Brisbane. Floden har en längd på 900 km.
Omgivningarna runt Warrego River är i huvudsak ett öppet busklandskap. Trakten runt Warrego River är nära nog obefolkad, med mindre än två invånare per kvadratkilometer. Genomsnittlig årsnederbörd är 339 millimeter. Den regnigaste månaden är februari, med i genomsnitt 74 mm nederbörd, och den torraste är oktober, med 1 mm nederbörd.